# Miss Venezuela 1977
El Miss Venezuela 1977 fue la vigésima cuarta (24º) edición del certamen Miss Venezuela, el cual se celebró en el Teatro París (posteriormente renombrado como Teatro La Campiña) en Caracas, Venezuela, el 6 de mayo de 1977, después de varias semanas de eventos. La ganadora del concurso fue Cristal Montañez, Miss Departamento Vargas y se transmitió por Venevisión. Al final de la noche final de la competencia, la reina saliente, Judith Castillo, coronó a Cristal del Mar Montañez Arocha del Departamento Vargas como la nueva Miss Venezuela.

## Resultados
| Resultado           | Candidata                                       |
| ------------------- | ----------------------------------------------- |
| Miss Venezuela 1977 | - Departamento Vargas — Cristal Montañez        |
| 1.ª Finalista       | - Distrito Federal — Jacqueline Van Den Branden |
| 2.ª Finalista       | - Lara — Betty Paredes                          |
| 3.ª Finalista       | - Barinas — Adriana Zekendorf                   |
| 4.ª Finalista       | - Zulia — Isbelia Belloso                       |

### Premiaciones especiales
| Premio                                                                      | Candidata Ganadora                     |
| --------------------------------------------------------------------------- | -------------------------------------- |
| Miss Fotogénica (electa por el Círculo de Reporteros Gráficos de Venezuela) | Falcón — Vilma Goliz                   |
| Miss Amistad                                                                | Táchira — Ana Celina Pabón             |
| Miss Simpatía                                                               | Barinas — Adriana Zekendorf            |
| Miss Elegancia                                                              | Departamento Vargas — Cristal Montañez |

## Candidatas Oficiales
| Estado              | Candidata                           |
| ------------------- | ----------------------------------- |
| Anzoátegui          | Consuelo Emperatriz Vegas           |
| Apure               | Emilia González                     |
| Aragua              | Enriqueta Coll                      |
| Barinas             | Adriana Zekendorf Gómez             |
| Carabobo            | Rita D'Elia                         |
| Departamento Vargas | Cristal del Mar Montañez Arocha     |
| Distrito Federal    | Jacqueline Van Den Branden Oquendo  |
| Falcón              | Vilma Yadira Góliz Romero           |
| Guárico             | Josefina «Finita» Arreaza           |
| Lara                | Betty Zulay Paredes                 |
| Mérida              | Silvia Joy Schanely                 |
| Miranda             | Betty González                      |
| Táchira             | Ana Celina Pabón Ramírez            |
| Trujillo            | Luisa del Carmen «Reina» Morón Piña |
| Zulia               | Isbelia Belloso Leyva               |

## Participación en concursos internacionales
- Cristal Montañez fue semifinalista del Miss Universo 1977 en Santo Domingo, República Dominicana.
- Jacqueline Van Den Branden asistió al Miss Mundo 1977 en Londres, Inglaterra, pero no clasificó.
- Betty Paredes asistió al Miss Internacional 1977 en Tokio, Japón. No clasificó.
- Adriana Zekendorf fue semifinalista del Miss Young Internacional 1977 en Japón.
- Isbelia Belloso iría al Miss Turismo Centroamericano y del Caribe 1977 en República Dominicana pero, a última hora, el concurso fue cancelado.
- Ana Celina Pabón fue 1ª Finalista del Reinado Bolivariano de la Belleza 1977 en Colombia.

## Eventos posteriores y Notas
- Cristal Montañez (Departamento Vargas) tuvo una notable carrera como modelo y, en la actualidad, ejerce un importante papel como activista política junto con otros ciudadanos venezolanos que habitan en el sur de los Estados Unidos.
- Vilma Góliz (Falcón), quien fue descalificada, luego trabajó brevemente como modelo. Actualmente es arquitecta y asesora financiera.
- Jackeline Van Den Branden (Distrito Federal) es modelo, empresaria y actriz. También es prima de Ruth Tirado (Miss Mérida 1953) y Lourdes Agostini Oquendo (Miss Barinas 1956).
- Silvia Schanely (Mérida) es Internacionalista con un Doctorado en Ciencias Políticas y profesora de la UCV.
- Esta edición fue la última en ser transmitida desde el Teatro París, ubicado en la urbanización La Campiña de Caracas y diseñado por el arquitecto Gustavo Gutiérrez Otero, el cual también fue la sede de los concursos de 1962, 1963, 1964, 1969, 1972 y 1976. En 1978 Radio Caracas Televisión compró dicho teatro y lo renombró como "Teatro La Campiña" y, aunque en un principio mantuvo su función, luego sirvió de forma exclusiva como estudio para la grabación de diversos programas musicales y de concursos de esa televisora como Fantástico, los Premios 2 de Oro, De Gala, Estudio 92, Atrévete a soñar, La tropa de vacaciones, Diente por diente, Fama y Aplausos, Aprieta y gana, Fama, Sudor y Lágrimas y la versión venezolana de ¿Quién quiere ser millonario?, entre otros. Luego del cierre de RCTV en 2007 el teatro pasó a utilizarse únicamente para las grabaciones de las versiones local y mexicana de ¿Quién quiere ser millonario? hasta que, en 2011, fue vendido a la Iglesia universal del Reino de Dios para convertirlo en uno de sus templos, pero luego esa organización religiosa decidió cerrarlo y en 2015 comenzó la demolición de la edificación.
- Esta edición también es recordada, aunque en forma no muy agradable, por un incidente ocurrido luego del nombramiento de la primera finalista y la ganadora: Vilma Góliz, la representante del estado Falcón, quedó muy desconcertada al saber que ella terminaría ocupando el puesto de primera finalista y, tras recibir la banda respectiva por parte de Cindy Breakspeare, Miss Mundo 1976, súbitamente Góliz se quitó la banda para lanzarla al entonces presidente del Comité Venezolano de la Belleza, Ignacio Font, y uno de los miembros del jurado, el doctor Sixto Bermúdez y, para complicar aún más las cosas, Judith Castillo procedió a coronar a Góliz como muestra de apoyo hasta que, luego de unos minutos de discusión entre el jurado y Castillo, ésta terminó coronando a la ganadora, Cristal Montañez, y Góliz fue descalificada al día siguiente, por lo que las restantes muchachas subieron en el cuadro (y en consecuencia la representante del estado Zulia, Isbelia Belloso, clasificó como 4ª finalista). Durante años se dijo que tanto Judith Castillo como los ya fallecidos periodistas Manolo Ramírez -quien, por cierto, luego obtuvo cierta fama como cantante y actor con el nombre de Manolo Manolo- y Jesús Bustindui, fueron quienes incentivaron el acto de rebeldía de Góliz; pero ésta desmintió parcialmente la historia en una entrevista en 2017[1] afirmando que sí le entregó la banda a Bermúdez aunque no de forma violenta, y que éste la recibió en sus manos, además de que Castillo tampoco había influido en esa decisión sino que, en realidad, Góliz quería renunciar a su puesto tras enterarse por boca de la barra que la apoyaba, ya que estaba detrás del jurado, que muchas de las papeletas de votación ya venían escritas con el nombre de Cristal Montañez como ganadora.